# Famedio

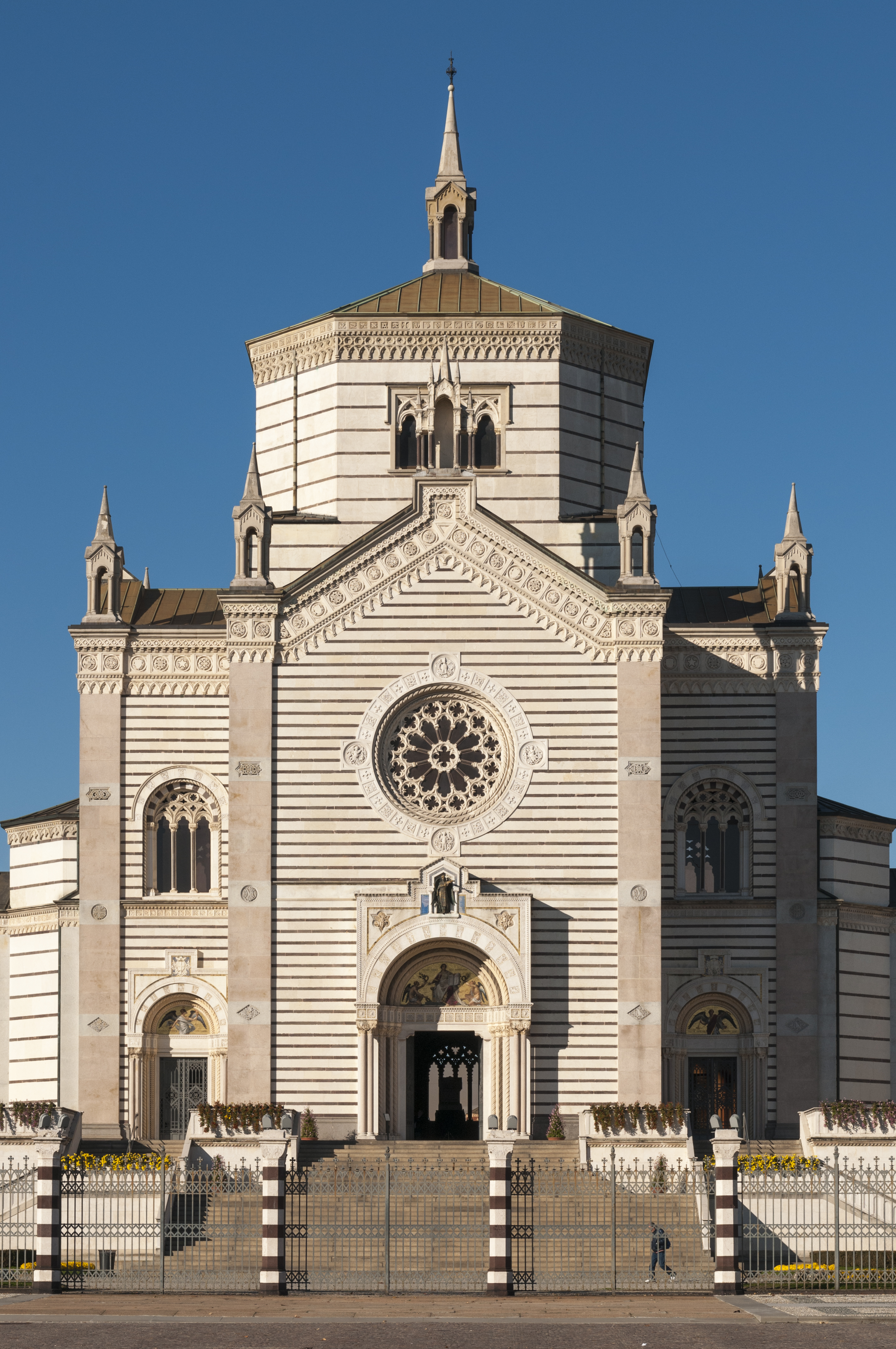
Famedio du cimetière monumental de Milan.

Un famedio est un édifice ou un ensemble architectural de prestige destiné à la sépulture ou à la mémoire de personnages illustres (cénotaphe dans ce cas) que l'on trouve dans certains grands cimetières urbains d'Italie depuis le milieu du XIXe siècle. Il s'apparente en quelque sorte à un panthéon local.

## Étymologie
Ce terme est formé en 1869 sur les mots latin fama, et aedes (temple), sur le modèle de cavaedium, littéralement « temple de la notoriété ».

## Caractéristiques
Le famedio construit en forme de temple généralement destiné aux sépultures de personnages célèbres,est généralement situé à l'entrée du cimetière ou en position d'évidence et jouxte souvent la chapelle du cimetière. Il indique également le lieu érigé à la mémoire des morts à la guerre.

## Photographies

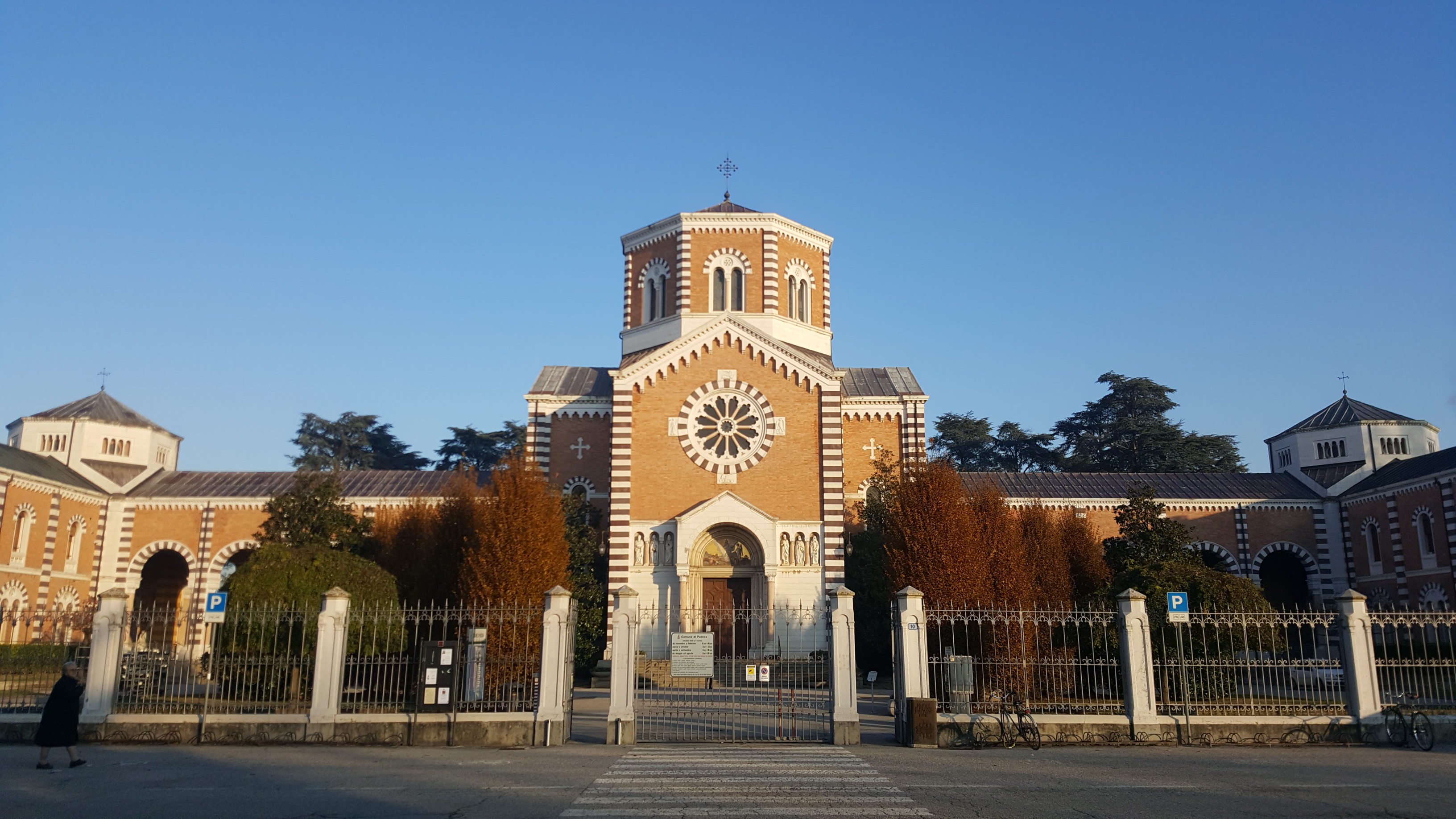
Le famedio du cimetière majeur de Padoue
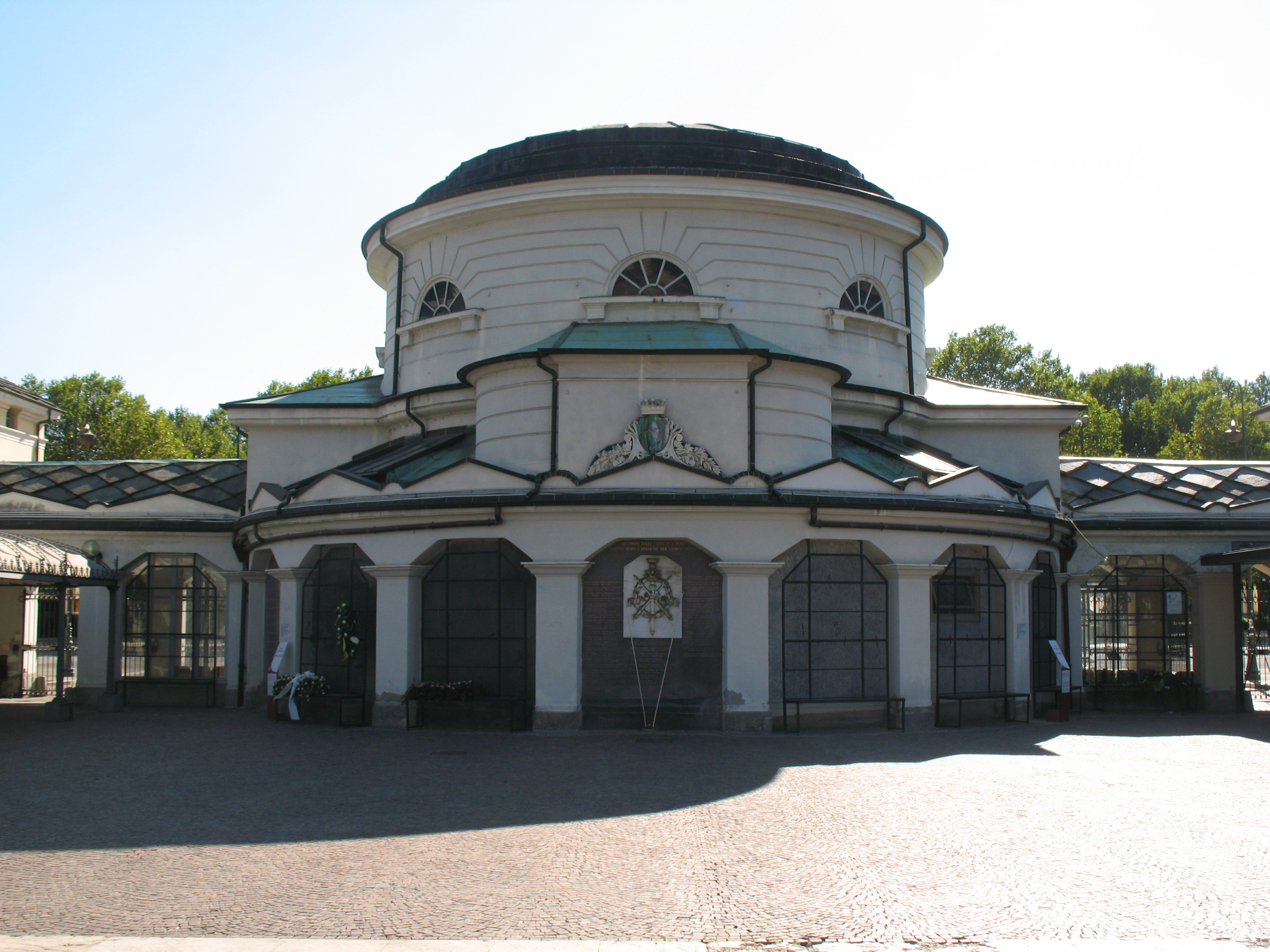
Le famedio du cimetière monumental de Turin
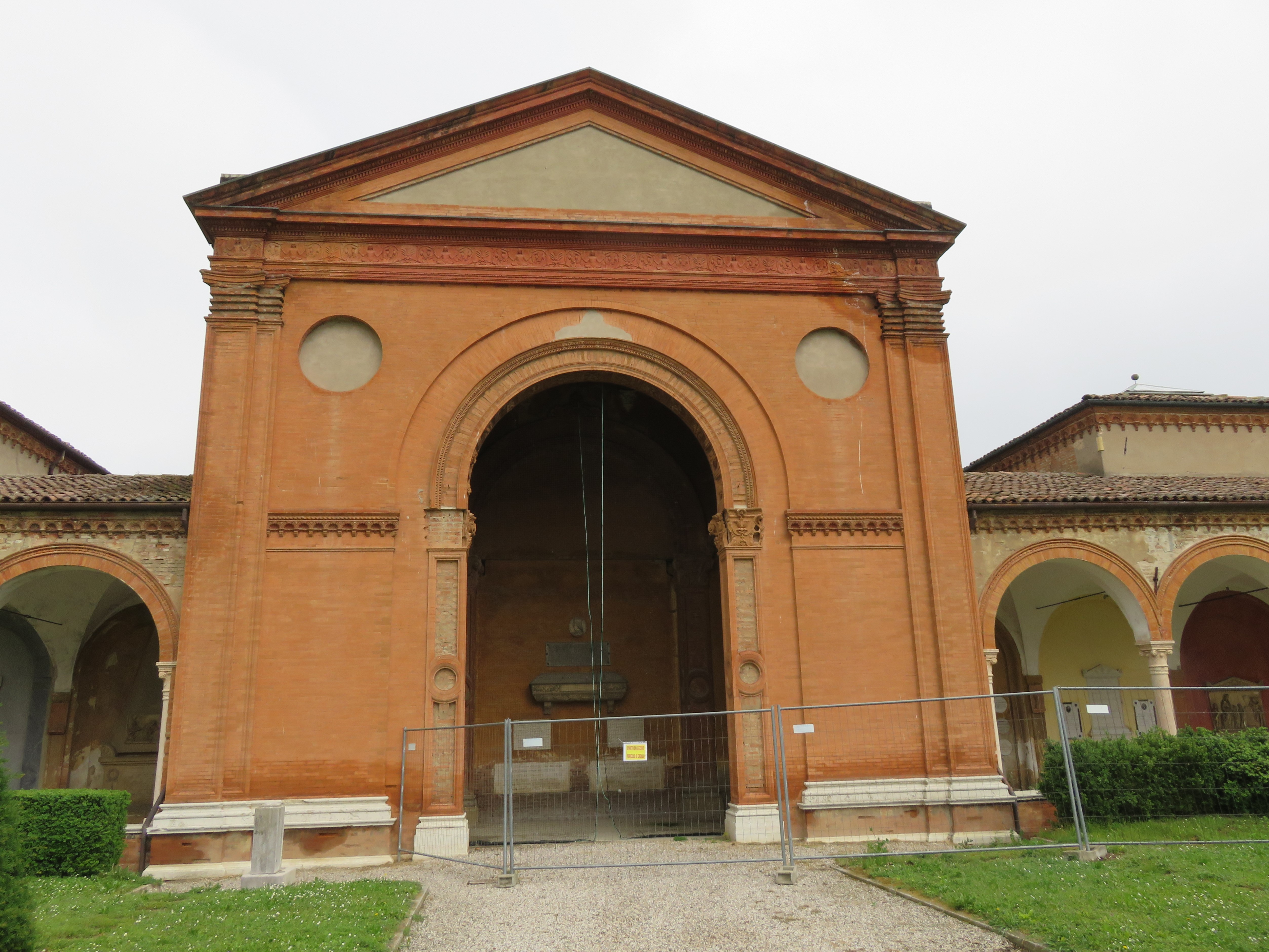
Le famedio du cimetière monumental de la Chartreuse de Ferrare
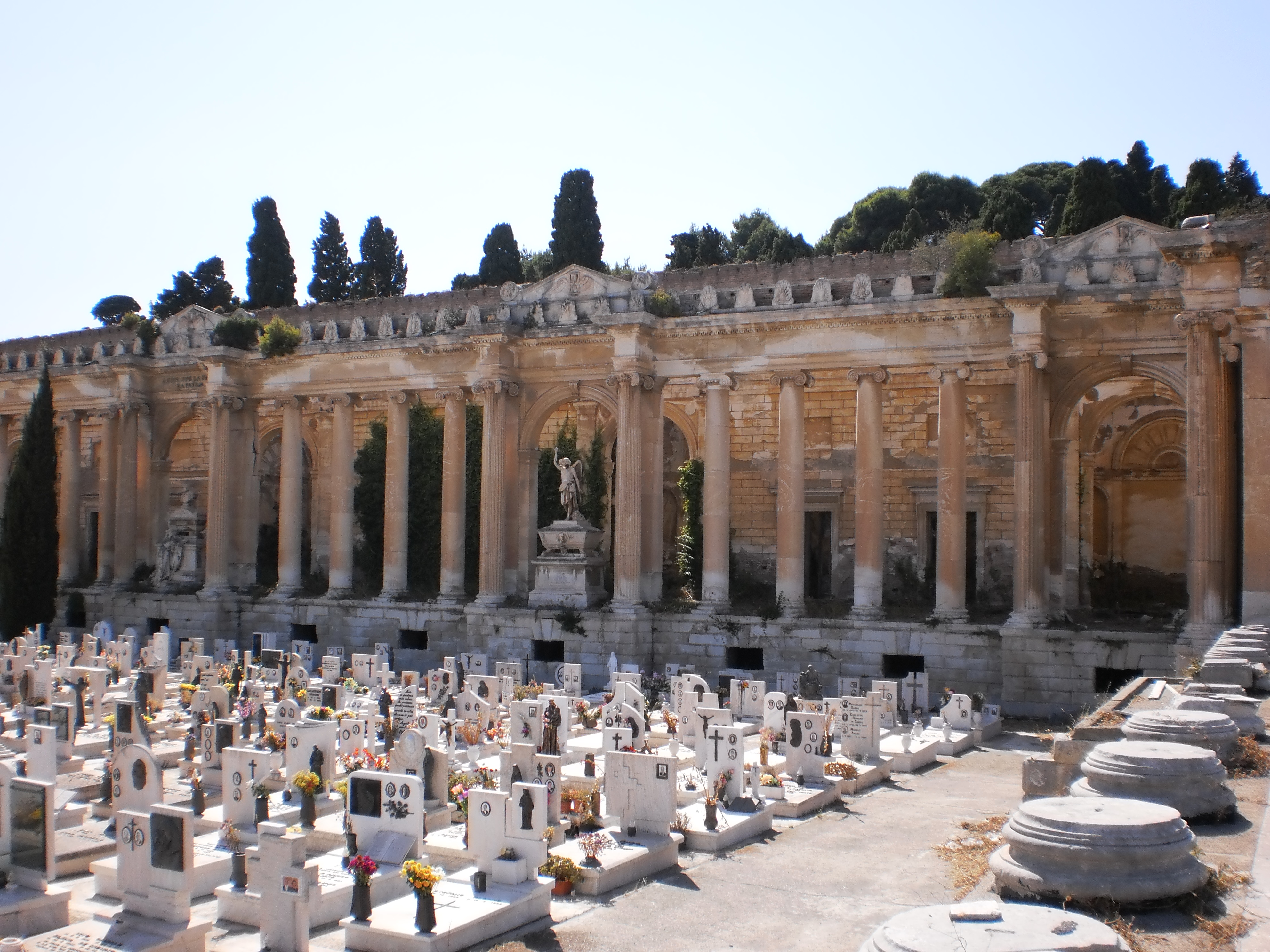
Le famedio du cimetière monumental de Messine